# Катателазма царська

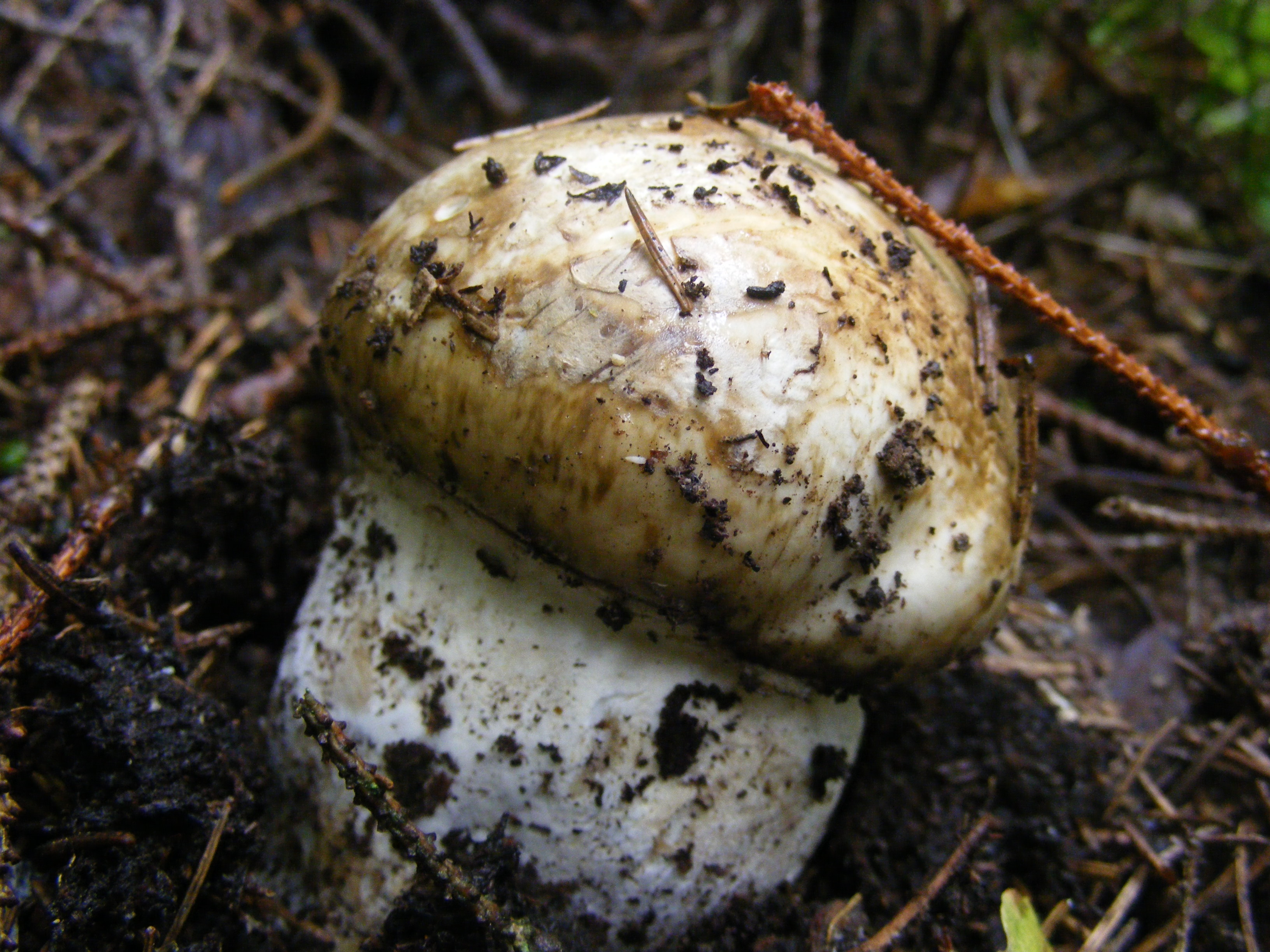

Катателазма царська (місцеві назви у Карпатах — корба́н, гордуман, тунт, царський гриб, гуцульський гриб) — рідкісний гриб з родини Tricholomataceae. Поширений у Північній Америці і Європі.
Гриб занесений до третього видання Червоної Книги України (2009 р.).

## Загальна характеристика
Жителі Карпат використовують ще й інші назви цього гриба: на Рахівщині його називають хвойний пістрик, тант або гуцульський гриб. На Сколівщині, в районі сіл Тернавка — Волосянка, де він росте, його з прадавніх часів називають корбан, на честь місцевого жителя, який першим застосував його у вжиток. І так як прізвище місцевого жителя була Корбан, то й гриб теж усі почали називати гриб корбаном. В Путильському районі цей гриб відомий як гордуман або гордубан.
Зрілий гриб формою нагадує груздь з жовтувато-бурою шапинкою, прямою ніжкою діаметром 3 — 4 см і висотою до 20 см. У молодому віці гриб має конусоподібну форму і часто формою подібний до справжнього царського трюфеля. Також гриб подібний на гриби мацутаке. Росте на високогір'ях Карпат, на висоті від 400 до 1000 м. Полюбляє смерекові затінені ліси, але не раз його можна знайти і на узліссях, особливо в дощове літо
Природоохоронний статус виду - Рідкісний.
Причини зміни чисельності -
Інтенсивно збирається населенням як добрий їстівний гриб.
Види, що занесено до ЧКУ знаходяться під захистом держави і їх знищення карається згідно Розділу VI ст.20 Закону України «Про Червону Книгу України».

## Використання
Використовується українцями Прикарпаття, Карпат та лісистої частини Західної України. Гуцули використовують і для власного споживання і для отримання доходу. Традиційно використовували на весіллях, жодне весілля не обходилось без голубців з гордубаном.
Найчастіше використовують гордубан сушеним як ароматизатор та приправа до різноманітних страв. Гриб сушать звичним способом, тоді перетирають на порошок та зберігають. Додають як спецію до борщу, підливи, різноманітних супів, запіканок, голубців, м’ясних страв.
Традиційною є підлива з гордубана до кулеші, також голубці з гордубана а також котлети що готують під час посту коли не можна використовувати в їжу м’ясо.
Є згадки що мольфари використовували у своїх лікувальних препаратах, проте рецепти не збереглися.

## Синоніми
- Agaricus imperialis Fr. 1845
- Armillaria imperialis Quél. 1872
- Omphalia imperialis (Quél.) Quél. 1886
- Armillaria nobilis Murrill 1914
- Clitocybe imperialis (Quél.) Ricken 1914
- Biannularia imperialis (Quél.) Beck 1922